# Barbara Brezigar
Barbara Brezigar (Ljubljana, 1 december 1953) is een Sloveens juriste en politica. 
Na haar rechtenstudie aan de universiteit van Ljubljana werkte Brezigar vanaf 1980 als officier van justitie in Ljubljana. In 1993 kwam zij aan het hoofd te staan van de afdeling voor algemene en economische aangelegenheden en kort daarna, in 1994, werd zij plaatsvervangend hoofdofficier van justitie in het gerechtsarrondissement Ljubljana. In 1997 werd Barbara Brezigar lid van de werkgroep voor geldwitwaspraktijken bij de Raad van Europa. 
In 2000 wordt Brezigar op voordracht van Janez Janša minister van Justitie in het kabinet-Bajuk. Na de val van de regering-Bajuk kandideert Brezigar op de lijst van de SDS voor de landelijke verkiezingen, maar krijgt te weinig stemmen om intrek te nemen in het parlement. Bij de presidentsverkiezingen in 2002 stelt zij zich kandidaat met steun van SDS, NSi en de SLS. Brezigar haalt de tweede kiesronde waarin zij met 43,5% het onderspit dolf tegen Janez Drnovšek. Barbara Brezigar is mede-oprichtster van de aan de SDS en NSi gelieerde organisatie Zbor za Republiko.
De regering van Janez Janša benoemde Brezigar tot Landelijk Hoofdofficier van Justitie in 2004. Deze functie bekleedde zij tot mei 2011. Van maart 2012 tot maart 2013 was Barbara Brezigar staatssecretaris van Binnenlandse Zaken in het tweede kabinet-Janša. 